# Skalpel (album)
Skalpel – pierwsza płyta zespołu Skalpel wydana w 2004 roku. Płyta dotarła do 12. miejsca listy OLiS w Polsce.

## Lista utworów
Źródło.
1. „High” – 4:25
2. „Not Too Bad” – 3:16
3. „1958” – 2:31
4. „Together” – 5:19
5. „So Far” – 5:14
6. „Break In” – 5:37
7. „Quiz” – 2:35
8. „Asphodel” – 3:34
9. „Theme From «Behind The Curtain»” – 4:12
10. „Sculpture” – 4:52